# Nachbildungsfehler
Der Nachbildungsfehler (englisch tracking error, Abkürzung TE) bezeichnet die ungewollte Abweichung zwischen der Wertentwicklung eines Indexfonds oder eines Portfolios gegenüber der einer Benchmark über einen bestimmten Beobachtungszeitraum.
Der Begriff Nachbildungsfehler (englisch tracking error) wird unterschiedlich benutzt:
- Für die relative Differenz zwischen der Benchmark und dem Portfolio – der Renditeunterschied in Prozentpunkten.
- Für die Standardabweichung dieser Differenzen zwischen der Benchmark und dem Portfolio. Die vorgenannte relative Differenz wird dann als eigene Kennzahl Nachbildungsdifferenz (englisch tracking difference, Abkürzung TD) bezeichnet.

In beiden Bedeutungsvarianten steht ein niedriger Nachbildungsfehler für eine der Benchmark sehr ähnliche Wertentwicklung, ein hoher Nachbildungsfehler für große Abweichungen der Fondsentwicklung von der Wertentwicklung der Benchmark.
Bei der Betrachtung von Fonds wird üblicherweise der Nettoinventarwert und nicht der Marktwert zum Vergleich herangezogen.
Der Nachbildungsfehler ist Bestandteil der betriebswirtschaftlichen Kennzahl der Information Ratio.